# Koraima Tores
Koraima Tores (šp. Coraima Torres) je venecuelanska glumica.

## Privatni život i karijera
Rođena je 6. juna 1973. u Valensiji. Glumačku karijeru započinje krajem osamdesetih. 
Prve uloge u telenovelama Gardenia i Alondra.  Ulogom Kasandre u istoimenoj telenoveli proslavila se i u inostranstvu. U Kolumbiji je nastupila u glavnoj ulozi u seriji Snovi i ogledala. 
Na snimanju upoznaje glumca Nikolasa Montera sa kojim se venčala 1996. Imaju sina Manuela Nikolasa. 
Snimala je u Venecueli, Peruu i Argentini. 
Živi i radi u Bogoti.

## Filmografija
Telenovele:
| Godina: | Srpski naslov:   | Originalni naslov: | Uloga:                              |
| ------- | ---------------- | ------------------ | ----------------------------------- |
| 2011.   | /                |                    | Marijana Rios                       |
| 2010.   | /                |                    | Kamila Andrade                      |
| 2005.   | /                |                    | Lorena Morantes                     |
| 2004.   | Srce na dlanu    |                    | Monika Lezama                       |
| 2001.   | Soledad          |                    | Soledad Dijaz Kastiljo              |
| 2000.   | Amor latino      |                    | Rosita Rosi Rejes Viljegas          |
| 1999.   | /                |                    | Marija Emilija Pardo Figeroa Nunjez |
| 1998.   | U tuđoj koži     |                    | Danijela Martinez                   |
| 1994.   | Snovi i ogledala |                    | Marijana                            |
| 1993.   | Blizanci         |Geminis (1993)             | Euhenija                            |
| 1993.   | /                |                    | Dulse Marija                        |
| 1992.   | Kasandra         |                    | Kasandra Andreina Aroča             |
| 1990.   | /                |                    | Lusija Montijel                     |
| 1989.   | /                |Alondra (1989)             |                                     |

TV serije:
| Godina: | Srpski naslov: | Originalni naslov: | Uloga/Epizodna uloga: |
| ------- | -------------- | ------------------ | --------------------- |
| 2024.   | Igra sudbine   |                    | Koraima Tores         |
| 2011.   | /              |                    | Alehandra             |
| 2008.   | /              |Mujeres аsesinas (кол. верзија)'    | Karmen                |
| 2011.   | /              |                    | Tamara Lovera         |
| 1994.   | /              |                    | 6 epizoda             |

## Spoljašnje veze
- Koraima Tores на веб-сајту  (језик: енглески)